# Мира Бъчварова
Мира Бъчварова е българска художничка и костюмографка.

## Биография
Мира Бъчварова завършва средното си образование в Техникума по облекло и дизайн „Вела Благоева“. Следва в Националната художествена академия художествено и пространствено оформление.
Била е дизайнер на костюми в редица филмови продукции и театрални постановки.

### Изложби
- 2000: Съюз на българските художници (СБХ) – София – изложба на тема „Венециански карнавал“ по случай дипломирането на Мира Бъчварова в Националната художествена академия.

- 2001: Австрия, Виена – Boutique Hotel Donauwalzer – изложба на картини във фентъзи стил.

- 2002: Национален дворец на културата – галерия „Хаджистоянови“ – изложба на картини във фентъзи стил.

- 2004: Холандия, Амстердам – Peter Donkersloot Galerie.

- 2020: Изложбена фотосесия онлайн – картини върху облекла.

- 2021: Жива изложба – хотел „Маринела“.
- 2022: Изложба живопис – 45 платна – The Steps, София.[3]

## Награди и номинации
- 1997: Сребърна статуетка за самостоятелно творчество в раздела „Експериментална мода“ от Асоциацията за мода на Едит Пиаф.
- 1998: Златна статуетка в раздел „Експериментална мода“ от Асоциацията за мода на Едит Пиаф. Номинация за „Златна игла“ в раздел „Експериментална мода“ от Академията за мода.
- 1999: Номинация за „Златна игла“ в раздел „Експериментална мода“ от Академията за мода.
- 1999: Номинация за „Златна игла“ в раздел „Експериментална мода“ от Академията за мода.
- 2000: Награда „Златна игла“ в раздела „Експериментална мода“ от Академията за мода.
- 2020: Награди за „Бизнес жена на годината“ в раздел „Дизайнер на годината“ на Дамски клуб „Бизнес на високи токчета“.
- 2021: Награда от Националните награди за мода, стил и шоубизнес в категория „Екстравагантна мода“.
- 2021: Награда от Националните награди за мода, стил и шоубизнес в категория „Екстравагантна мода“.

Мира Бъчварова е член на Съюза на българските художници.